# Ґацпари
Ґацпари (пол. Gacpary) — село в Польщі, у гміні Садковиці Равського повіту Лодзинського воєводства.
Населення — 64 особи (2011).
У 1975-1998 роках село належало до Скерневицького воєводства.

## Демографія
Демографічна структура станом на 31 березня 2011 року:
|          | Загалом | Допрацездатний вік | Працездатний вік | Постпрацездатний вік |
| -------- | ------- | ------------------ | ---------------- | -------------------- |
| Чоловіки | 26      | 6                  | 15               | 5                    |
| Жінки    | 38      | 10                 | 18               | 10                   |
| Разом    | 64      | 16                 | 33               | 15                   |